# Flora of Southern Africa
Flora of Southern Africa (abreviado Fl. S. Africa) es un libro con ilustraciones y descripciones botánicas que fue escrito por el botánico, taxónomo sudafricano; Leslie Edward Wastell Codd y publicado en 2 volúmenes en el año 1981 con el nombre de Flora of Southern Africa: which deals with the territories of South Africa, Lesotho, Swaziland, Namibia and Botswana.